# Benjamin Whichcote
Benjamin Whichcote (mars 1609 - mai 1683) est un théologien anglican puritain anglais, prévôt du King's College de Cambridge et chef des platoniciens de Cambridge. Il soutient que l'homme est « l'enfant de la raison » et donc pas complètement dépravé par la nature, comme le soutiennent les puritains. Il plaide également pour la tolérance religieuse.

## Biographie
Whichcote est né à Whichcote Hall à Stoke upon Tern (Shropshire). Il entre à l'Emmanuel College de Cambridge en 1628 et devient Fellow en 1633. En 1637, il est ordonné diacre et prêtre. En 1643, il se marie et assume des fonctions sacerdotales dans une paroisse dépendante de Cambridge à North Cadbury, Somerset. En 1644, il devient 19e prévôt du King's College en raison du contrôle parlementaire des universités. En 1650, pendant l'Interrègne, il est vice-chancelier de l'Université de Cambridge et conseille Oliver Cromwell au sujet de la tolérance envers les Juifs. Après la Restauration, il est démis de ses fonctions au King's College, mais réintégré lorsqu'il accepte l'Acte d'uniformité en 1662.
À partir de ce moment, il est curé de l'église Sainte-Anne de Blackfriars, jusqu'à ce qu'elle brûle durant le Grand Incendie de 1666. En 1668, il est nommé vicaire de la communauté juive de Saint-Laurent.
Il est le frère de Jeremy Whichcote et d'Elizabeth Foxcroft, épouse d'Ezechiel Foxcroft.
Whichcote est l'un des leaders des platoniciens de Cambridge et a des opinions libérales. En 1650, il est impliqué dans une polémique avec son ancien professeur et ami Anthony Tuckney. Il s'oppose à la doctrine de la dépravation totale et adopte une position semi-pélagienne, estimant que l'homme est "l'enfant de la raison", et donc pas, comme le soutiennent les puritains, d'une nature complètement dépravée. Il soutient qu'il y a des questions au-delà de la capacité des personnes raisonnables et religieuses à les résoudre, et il appelle donc à la tolérance religieuse. Il est accusé à plusieurs reprises par diverses personnes d'être un arminien, un socinien et un latitudinaire.
Il meurt à Cambridge en mai 1683 à l'âge de 74 ans et est inhumé à Londres à l'église St Lawrence Jewry.

## Travaux
Presque toutes ses œuvres sont publiées à titre posthume. Ils comprennent Select Notions of B. Whichcote (1685), Select Sermons (1689), Discourses (1701) et Moral and Religious Aphorisms (1703).